# Henry Ford II
Henry Ford II (Detroit, 4 de septiembre de 1917-ibidem, 29 de septiembre de 1987) fue el hijo de Edsel Ford y nieto de Henry Ford.
Dirigió la compañía Ford Motor Company, creada por su abuelo, a la muerte de este, y estuvo vinculada a la misma en distintos cargos de responsabilidad hasta 1980, año en que dimitió del cargo de presidente del Consejo Ejecutivo.

## Biografía
Nació en Detroit, Míchigan, y tuvo tres hijos: Charlotte, Anne y Edsel Ford II.
Fue el presidente de la Ford Motor Company desde 1945 hasta 1987. La compañía salió a bolsa en 1956 y se convirtió en una sociedad anónima cotizada que ya no estaba controlada simplemente por el capital de la familia Ford.
En 1960 dimitió de su cargo y se convirtió en director ejecutivo de la compañía. Sin embargo, al darse cuenta de su inexperiencia en el campo, contrató a una serie de ejecutivos para que le ayudasen. El 13 de julio de 1960 fue elegido presidente del Consejo de Administración.
Dimitió como director ejecutivo el 1 de octubre de 1979 y como presidente en 1980. Su sobrino, William Clay Ford, Jr., retomaría estos cargos tras 20 años en los que ningún integrante de la familia Ford dirigiría la compañía. Durante ese tiempo los intereses familiares estarían representados por la presencia en el Consejo de Administración de William Clay Ford, Sr., el hermano menor de Henry.
Henry Ford murió en Detroit a los 70 años de edad.

## Dirección de la Ford Motor Company
Cuando su padre Edsel, presidente de Ford, murió en 1943 (en plena Segunda Guerra Mundial), Henry Ford se encontraba prestando servicio en la Armada de los Estados Unidos, por lo que no estaba en situación de tomar la presidencia del negocio familiar. Henry Ford, abuelo de Henry y padre de Edsel, además de fundador de la compañía, se vio obligado a retomar la presidencia del negocio hasta el final de la guerra.
Durante este periodo la compañía comenzó a tener pérdidas, llegando a perder hasta 10 millones de dólares al mes. El presidente Franklin Delano Roosevelt, por otra parte, había llegado a considerar la nacionalización de la compañía para asegurar la producción continuada de vehículos para la guerra.
Henry Ford II tomó el control de la presidencia de la compañía el 21 de septiembre de 1945, en medio de un periodo caótico. Sin embargo, y dado que se había dado por supuesto que Edsel Ford continuaría durante mucho más tiempo como presidente de la compañía, Henry no había recibido suficiente formación para ocupar el cargo. Se encontró a su llegada que las fábricas de Europa habían sufrido grandes daños durante la guerra, y que las ventas nacionales también se encontraban muy mermadas.
Henry Ford II adoptó, nada más acceder al cargo, un estilo de dirección muy agresivo. Una de sus primeras acciones como presidente fue despedir a Harry Bennett, director del Departamento de Servicio de Ford, y que había sido contratado originalmente por Henry Ford para cortar todos los intentos de sindicalización de los empleados. Luego contrató a los entonces directores de la General Motors, Ernest Breech y Lewis Crusoe. Breech sería durante los años siguientes el mentor de Ford en el área empresarial, y el dúo Breech-Crusoe aportarían a la empresa el conocimiento y la experiencia necesarios del sector.
Además, Ford contrató a diez jóvenes conocidos como los "whiz kids". Estos diez nuevos empleados procedían de las Fuerzas Aéreas del Ejército de los Estados Unidos, del equipo estadístico. Su papel sería dar a la compañía la capacidad de innovar y permanecer actualizada conforme a su tiempo. Dos de estos, Arjay Miller y Robert McNamara, terminarían incluso ocupando el cargo de Presidente de Ford más adelante. Un tercer miembro, J. Edward Lundy, trabajó en puestos financieros clave por varias décadas y ayudó a establecer la reputación de las finanzas de Ford como una de las mejores organizaciones financieras del mundo.
Sin embargo, como equipo, los "whiz kids" probablemente son más recordados por haber sido el equipo que llevó a cabo el diseño del Ford de 1949, el cual llevaron desde los planos hasta su producción en sólo diecinueve meses. Se registraron 100.000 pedidos de este automóvil el día en el que salió a la venta.
Cuando el motor CVCC fue inventado por la Honda Motor Company, el entonces presidente de Ford, Lee Iacocca, estuvo muy interesado en adaptar el nuevo motor a algún pequeño vehículo de Ford, como pudiera ser el Ford Pinto o el Ford Fiesta, e incluso puede que quisiese llegar tan lejos como para vender el Honda Civic bajo la marca Ford. Cuando el plan llegó a oídos de Ford lo vetó, diciendo: «Ningún automóvil con mi nombre en la carrocería va a llevar dentro un motor japonés». Irónicamente, el Ford Courier, basado en un modelo de Mazda, fue introducido en 1972, dentro del periodo de influencia de Henry II.
El nuevo estilo directivo de Ford II provocó que el valor de la compañía fluctuase seriamente en distintas direcciones. Por ejemplo, la salida a bolsa de 1956 incrementó el valor de la compañía en 650 millones de dólares, pero el fracaso del coche experimental, el Edsel, hizo que la compañía perdiese casi la mitad de esa cifra. De forma parecida, Ford II contrató a Lee Iacocca, diseñador del Ford Mustang, en 1964, y más tarde le despidió debido a disputas personales en 1978. 
En cualquier caso, la influencia global de Henry Ford II en la compañía fue muy sustancial. Para cuando se retiró como Presidente del Consejo en 1980, Ford Motor Company era la cuarta multinacional industrial más grande del mundo. Se retiró finalmente como directivo y empleado de la Ford Motor Company el 1 de octubre de 1982, cuatro semanas antes de cumplir los 65 años.

## En la cultura popular
En la película de 2019 Ford v Ferrari del director James Mangold, Henry Ford II aparece siendo interpretado por Tracy Letts.